# Falso Cupom
Falso Cupom (Russo: Фальшивый купон, Fal'shivyi kupon) é um conto escrito por Liev Tolstói. Concebida no final dos anos 1890, Tolstoi não começou escrevê-lo antes de 1902. Foi concluído em 1904, mas, apesar disso, só foi publicado após a morte de seu autor, em 1910.

## Personagens
Afímia
Mulher de Ivan Mirónov.
Alfaiate Coxo
Alfaiate que conviveu uma semana com Mária Semiónovna, consertando algumas peças de roupa dela.
Czar
Imperador e soberano da Rússia.
Dmítri (Mítia) Mikháilovitch Smokóvnikov
Filho Fiódor Mikháilovitch Smokóvnikov. Falsificou um cupom e trocou-o na loja de artigos fotográficos de Ievguiênia Mikháilovitch, enganado sua mulher, Mária Vassílievna.
Estaroste Isidor
Estaroste (chefe de comunidade, na Russia), vivia num convento. Famoso pela vida santificada, os ensinamentos, as profecias e as curas que lhe atribuíam.
Filip Vassílievitch
Stamovái conhecido de Natália Ivánovna.
Fiódor Mikháilovitch Smokóvnikov
Presidente da Casa da Moeda. Pai de Mítia (Dmítri Mikháilovitch Smokóvnikov), que se recusa a emprestar-lhe dinheiro.
Guerássim
Rapaz que ajudou Ivan Mirónov a roubar cavalos, quando estes foram descobertos pela polícia.
Ievguiênia (Jênia) Mikháilovitch
Dono de uma loja de artigos fotográficos, onde Mákhin e Mítia (Dmítri Mikháilovitch Smokóvnikov) trocam o falso cupom. Casado com Mária Vassílievna, atendente da loja.
Ivan Mirónov
Mujique que negociava lenha na cidade. Recebeu de Ievguiênia Mikháilovitch o falso cupom que havia sido passado por Mákhin e Mítia (Dmítri Mikháilovitch Smokóvnikov). Após incidentes na cidade, foi trabalhar na fazenda de Piotr Nicolaíevitch (Nicoláitch) Svientitski. Marido de Afímia.
Ivan Tchúiev
Mujique que arrendou terras e acolheu as palavras do Evangelho, lidas pelo Alfaite Coxo.
Kátia Turtchanínova
Estudante, revolucionária marxista. Amiga de Tiúrin.
Krasnopúzov
Comerciante rico e velho. Foi assassinado por vassili, depois que este fugiu da prisão e distribuiu o dinheiro roubado.
Livientsov (família)
Estavam a procura de um administrador para suas terras e contrataram Piotr Nicolaíevitch (Nicoláitch) Svientitski.
Liza Ieropkina
De família rica, era cortejada por Mákhin.
Mãe do Czar
Imperatriz, mãe do soberano da Rússia.
Mãe do Mítia
Mulher do Fiódor Mikháilovitch Smokóvnikov e mãe dos irmãos Mítia e Piéta Mikháilovitch Smokóvnikov.
Mária Semiónovna
Viúva, beirando aos cinquenta, que sustentava com a sua pensão o seu pai – um velho bêbado -, a sua irmã – que também bebia e levava uma vida ruim -, o marido da sua irmã (Trezork) e seu sobrinho (Fiódor/Fédia).
Mária Vassílievna
Mulher de Ievguiênia Mikháilovitch. Atendente na loja de artigos fotográficos do marido. Enganada pelos ginasianos Mákhin e Mítia (Dmítri Mikháilovitch Smokóvnikov), que lhes passam o falso cupom.
Matriona
Esposa de um pequeno-burguês dono de uma hospedaria e de um botequim, conhecido de Stiepan Pilaguiênchkin.
Marido de Matriona
Pequeno-burguês dono de uma hospedaria e de um botequim, conhecido de Stiepan Pilaguiênchkin.
Mákhin
Amigo de Mítia (Dmítri Mikháilovitch Smokóvnikov), que falsifica o cupom e ajuda troca-lo na loja de artigos fotográficos de Ievguiênia Mikháilovitch, enganando sua mulher, Mária Vassílievna. Quando adulto se forma em Direito e é nomeado juiz de instrução, no distrito onde Stiepan Pilaguiênchkin estava sendo julgado. Corteja Liza Ieropkina.
Makhórkin
Carrasco. Homicida condenado a trabalhos forçados. Depois que passou a ouvir a leitura do Evangelho feita por Stiepan Pilaguiênchkin, deixou de cumprir a função de matar os condenados pela justiça.
Malânia
Criada de Natália Ivánovna.
Mikhail (Missal) Vvedienski
Acadêmico da teologia e professor de Mítia (Dmítri Mikháilovitch Smokóvnikov). Tornou-se padre. Foi enviado pelo prelado a região onde vivam Ivan Tchúiev, com a missão de restaurar na região o poder da Igreja.
Natália Ivánovna
Mulher de Piotr Nicolaíevitch (Nicoláitch) Svientitski.
Praskóvia (Pachka)
Namorada de Prochka (Prokofi) Nicoláiev.
Piótr (Piétia) Gruchetski
Amigo de Mítia que lhe emprestou dinheiro.
Piotr Nicolaívitch (Nicoláitch) Svientitski
Dono de uma pequena propriedade no campo, onde empregou Ivan Mirónov. Em certo momento, vendeu suas terras e foi administrar as terras dos Livientsov. Marido de Natália Ivánovna.
Piótr (Piétia) Mikháilovitch Smokóvnikov
Filho Fiódor Mikháilovitch Smokóvnikov e irmão mais novo de Mítia (Dmítri Mikháilovitch Smokóvnikov).
Prochka (ProkofI) Nicoláiev
Empregado (cocheiro) de Piotr Nicolaíevitch (Nicoláitch) Svientitski, acusado por este de ter roubado seus cavalos foi preso. Namorava Praskóvia (Pachka).
Sófia Vladímirovna
Princesa russa.
Stiepan Pilaguiêivchkin
Mujique que teve seu cavalo roubado diversas vezes. Assassinou, dentre outros, Iván Mirónov e Mária Semiónovna.
Tiúrin
Estudante, revolucionário marxista. Amigo de Kátia Turtchanínova. Foi preso, acusado de atividade revolucionária juntos aos camponeses.
Vassili
Zelador do prédio de Ievguiênia Mikháilovitch, de quem recebeu dinheiro para mentir sobre quem havia passado o falso cupom a Ivan Mirónov. Preso, ouvia o Evangelho lido por Stiepan Pilaguiênchkin.